# Sajevče
Sajevče – wieś w Słowenii, w gminie Postojna. W 2018 roku liczyła 39 mieszkańców.